# Héctor El Bambino y Naldo
 (janvier 2024).
Si vous disposez d'ouvrages ou d'articles de référence ou si vous connaissez des sites web de qualité traitant du thème abordé ici, merci de compléter l'article en donnant les références utiles à sa vérifiabilité et en les liant à la section « Notes et références ».
Héctor El Bambino y Naldo est un duo de reggaetoneros ayant produit et lancé ensemble un album Sangre Nueva en 2005 qui est devenu rapidement un nouveau succès du genre à Porto Rico.

## Liste des pistes
Tracks CD1:
01.Intro - 4:50 ("El Father", Hector / Naldo)
02.A Romper la Disco - 2:48 (Viera, Tommy / Daddy Yankee)
- 3.Dejale Caer To' el Peso - 4:10 ("El Father", Hector / Yomo)
- 4.Restraya - 2:52 ("El Gorilla", Franco / Wisin)
- 5.Se la Monte - 2:54 (Gadiel & El Lobo / Yandel)
- 6.Gata Pshyco - 2:51 (Wibal & Alex)
- 7.Bailando Sola - 3:33 (Kartiel)
- 8.Ven Pegate - 3:55 (Arcangel & De La Ghetto / Zion) 9.Guerrilla - 3:06 (Ñengo Flow / Voltio)
- 10.Nueva Sangre - 3:14 (Abrante & Caiko / Tego)
- 11.5 Minutos - 3:17 (Naldo)
- 12.Tigresa - 2:34 (Joan & O'Neill)
- 13.La Cola - 2:45 ("El Father", Hector / Jomar)
- 14.Pá Que Sudes - 2:29 (K-Mil)
- 15.Seduceme - 7:32 (Danny & Chillin)

Tracks CD2:
- 1.Intro - 5:23 ("El Father", Hector / Naldo)
- 2.Uaaa - 2:23 (Ariel / Notty)
- 3.Activaó - 2:51 (Phillip, Mr. / Baby Ranks)
- 4.Cuando Bailes - 2:53 (Varon)
- 5.How You Feel - 3:03 (Severe & Sincere)
- 6.Rompela - 2:31 (Albert & El Skizzo)
- 7.Descontrolate - 3:27 (Dandyel / Angel & Khriz)
- 8.Mil Envidiosos - 2:58 (M.V.C., Joseph)
- 9. Pegala - 2:12 (Q-Killa)
- 10.La Carretilla - 2:18 (M.V.C., Jenny)
- 11.Tengo Control - 3:23 (Odyssye / Yaga & Mackie)
- 12.Quiero - 2:47 (Felina)
- 13.Slow Down - 3:19 (Luzunariz, Moreno) 0
- 14.Me Huele a Guerra - 3:45 (Noztra)